# Ніколас де Гінцбург
Барон Ніколя Луї Олександр де Гінцбург (Nicolas Louis Alexandre de Gunzburg; 12 грудня 1904, Париж — 20 лютого 1981, Нью-Йорк) — франко-американський оглядач світу моди з роду Гінцбургів, продюсер і виконавець головної ролі в класичному фільмі «Вампір» (1932).

## Біографія
Нікі Гінцбург виріс в Англії в сім'ї єврейського банкіра Габріеля-Жака Гінцбурга (1853—1929), одного з онуків відомого Євзеля Гінцбурга, та Енрікети Лаской, яка народилася в Бразилії в родині шляхтича-емігранта та португальської маркізи. Після розлучення з Гінцбургом його мати вийшла заміж за російського поміщика Василя Наришкіна.
У 1920-ті роки бонвіван Нікі де Гінцбург виблискував у колі паризької «золотої молоді». На костюмовані бали в будинку Гінцбургів з'їжджалося добірне товариство. Його старший брат Дмитро фінансував дягилівські «російські сезони», сестра Одрі Бапст була відома своїми стосунками з Клоделем.
Велика депресія спричинила руйнування сімейства Гінцбургів. Ніколя тим часом мріяв про кар'єру актора. Він знайшов гроші для зйомок Карлом Дрейєром фільму «Вампір», причому головну роль побажав виконати сам (у титрах вказаний як Джуліан Вест). У 1934 році разом з Наталією Палей відбув із Франції до Каліфорнії, де пов'язав своє життя з популярним актором Еріком Родесом («Весела розлучена», «Циліндр»).
Оскільки акторська кар'єра не вдалася, Гінцбург прийняв пропозицію очолити журнал Town & Country, заснований ще в 1846 Н. П. Віллісом, і перебрався до Нью-Йорка. Довгий час займався відділами моди в журналах «Vogue» та «Harper's Bazaar». Відрізнявся, на відгуки сучасників, бездоганним смаком у виборі одягу. Консультував Кельвіна Кляйна, коли той робив перші кроки у світі моди.